# 다풀라 3세
다풀라 3세(Dappula III, 800년 ~ 843년)는 9세기 시대 아누라다푸라 왕국의 람바카나 제2왕조 제11대 군주였다.

## 같이 보기
- 스리랑카의 역사